# Roberto Marchini
Roberto Marchini (Valbondione, 15 settembre 1940) è un politico italiano.

## Biografia
Roberto Marchini, ingegnere laureato al Politecnico di Milano, a partire dagli anni settanta del XX secolo, è tra i dirigenti della Democrazia Cristiana della provincia di Sondrio. Viene eletto Consigliere provinciale nel 1970 e ottiene la carica di assessore provinciale all'istruzione e cultura fino al 1975.
Terminato il mandato in Provincia, viene eletto Sindaco di Morbegno, carica che mantiene per il lustro 1975-1980.
Nel 1980 viene eletto Presidente della Provincia di Sondrio, fino al 1985 a capo di una Giunta di centro DC-PSDI. Nel successivo quinquennio 1985 – 1990 viene riconfermato Presidente della Provincia di Sondrio da una coalizione di centrosinistra DC-PSI-PSDI. Successivamente è tra i fondatori de L'Ulivo nella provincia di Sondrio e, nel febbraio 1999, partecipa a Roma al Comitato Nazionale che decreta la fondazione de I Democratici di Romano Prodi.